# Białogłowski
Białogłowski (Weiskopf) – polski herb szlachecki z indygenatu.

## Opis herbu
W polu czerwonym trzy głowy trupie srebrne (1 nad 2). 
W klejnocie nad hełmem w koronie trzy pióra strusie.

## Historia herbu
Pochodzi z Inflant, indygenat z roku 1600.

## Herbowni
Białogłowski, Białokoss, Białokoz, Weiskopf.

## Znani herbowni
- Felicjan Białogłowski herbu własnego (zm. po 1693) – rotmistrz armii koronnej, wojski przemyski.